# Pierre-Michel Lasogga
Pierre-Michel Lasogga (* 15. Dezember 1991 in Gladbeck als Pierre-Michelle Lasogga) ist ein ehemaliger deutscher Fußballspieler.

## Karriere

### Vereine

#### Jugend
Lasogga wuchs in Gladbeck unweit des Stadions des FC Schalke 04 in Gelsenkirchen auf und hatte früh eine Dauerkarte für die Schalker. Sein Stiefvater ist der Fußballtorwart und ehemalige Nationaltorhüter Oliver Reck, der seit 1998 für den FC Schalke 04 tätig war. Als sein Idol galt Jörg Böhme. Er hat zwei jüngere Brüder; seine Mutter ist auch seine Managerin. 2010 ließ er seinen Vornamen von Pierre-Michelle zu Pierre-Michel ändern.
Lasogga spielte in der Jugend für den 1. FC Gladbeck, FC Schalke 04, Rot-Weiss Essen, SG Wattenscheid 09 und den VfL Wolfsburg; mit letzterem unterlag er im Finale der A-Junioren-Meisterschaft 2008 mit 0:2 dem SC Freiburg. 2009 verpflichtete ihn Bayer 04 Leverkusen. In Leverkusen wurde er zur festen Größe in der A-Jugend und traf in 25 Ligaspielen 25-mal. Dadurch wurde er Torschützenkönig der A-Jugend-Bundesliga West. Durch den Staffelsieg erreichten die Leverkusener die Endrunde um die deutsche Meisterschaft. Gegen den VfB Stuttgart setzte sich Lasoggas Mannschaft durch, im Finale gegen Hansa Rostock musste man sich jedoch mit 0:1 geschlagen geben. Bereits zuvor hatte er sein Debüt für die zweite Mannschaft in der Regionalliga West gegeben und stand auch dreimal im Bundesliga-Kader des Vereins, allerdings ohne zum Einsatz zu kommen.

#### Hertha BSC

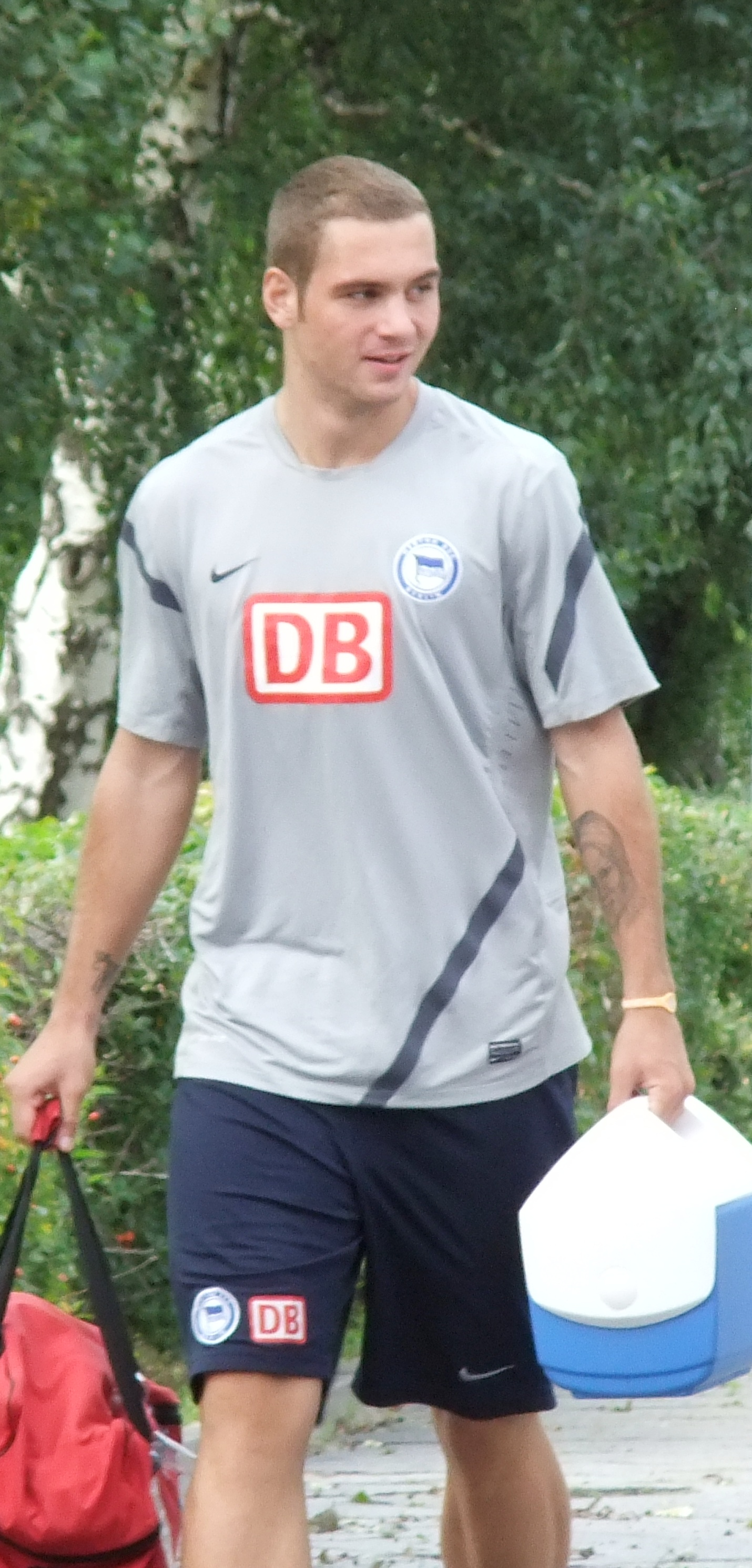
Lasogga (2011)

In der Sommerpause 2010 wechselte Lasogga zu Hertha BSC. Bei den Berlinern erhielt er einen Vertrag mit einer Laufzeit bis 2013, die im Mai 2011 bis 2015 verlängert wurde. Unter Markus Babbel erzielte Lasogga die meisten Treffer in der Saisonvorbereitung. Kurz vor der Saison verletzte sich Lasogga und verpasste den Saisonauftakt. Danach kam er zunächst in der zweiten Mannschaft von Hertha BSC zum Einsatz. Am 24. September 2010 beim Spiel bei Energie Cottbus stand er erstmals im Kader der ersten Mannschaft. Beim 2:0-Sieg im Heimspiel gegen den VfL Bochum am 15. November 2010 stand er in der Startelf und erzielte beide Tore. In dieser Zeit verdrängte er Rob Friend als Stürmer neben Adrián Ramos. Er und Ramos erzielten in dieser Saison zusammen 28 Tore; am Saisonende stieg Hertha BSC in die Bundesliga auf.
In seinem dritten Bundesligaspiel erzielte Lasogga mit dem Treffer zum 1:1-Endstand am 21. August 2011 (3. Spieltag der Saison 2011/12) im Auswärtsspiel gegen Hannover 96 sein erstes Bundesligator. Am 5. Mai 2012 zog er sich beim Spiel gegen die TSG Hoffenheim einen Kreuzbandriss zu und kehrte erst Anfang des Jahres 2013 wieder in den Zweitligakader der inzwischen wieder abgestiegenen Hertha zurück. Am 21. April 2013 markierte er beim Spiel gegen den SV Sandhausen den 1:0-Siegtreffer, durch den Hertha BSC direkt wieder in die Bundesliga aufstieg.

#### Hamburger SV
Am 2. September 2013 wurde Lasogga am letzten Tag der Transferperiode bis zum Ende der Saison 2013/14 vom Hamburger SV ausgeliehen. Im Gegenzug wechselte Per Skjelbred auf Leihbasis nach Berlin. Am 6. Oktober 2013 (8. Spieltag) erzielte er seinen ersten und den bis dato schnellsten Auswärts-Hattrick der Bundesliga beim 5:0-Sieg im Auswärtsspiel gegen den 1. FC Nürnberg mit den Treffern zum 2:0, 3:0 und 4:0 zwischen der 60. und 67. Minute. Erst Mario Gómez stellte diesen Rekord mit drei Treffern für den VfL Wolfsburg im Auswärtsspiel gegen Bayer 04 Leverkusen am 2. April 2017 ein. Am Ende der Saison stand der HSV mit 27 Punkten auf dem 16. Platz und musste in die Relegationsspiele. Beim Rückspiel am 18. Mai 2014 erzielte Lasogga den Führungstreffer beim 1:1 gegen Greuther Fürth, durch das der HSV nach dem 0:0 im Hinspiel in Hamburg in der Bundesliga blieb.
Zur Saison 2014/15 erwarb der HSV die Transferrechte an Lasogga und stattete ihn mit einem Vertrag bis zum 30. Juni 2019 aus. Am 4. Oktober 2014 erzielte er sein erstes Saisontor beim 1:0-Sieg am siebten Spieltag im Auswärtsspiel bei Borussia Dortmund mit dem Siegtreffer. Lasogga kam in dieser Saison zu zwei Einsätzen im DFB-Pokal und zu 26 Einsätzen in der Liga, in der er vier Tore erzielte. Der Hamburger SV belegte wie in der Saison 2013/14 den 16. Tabellenplatz und musste in die Relegation gegen den Karlsruher SC. Im Hinspiel in Hamburg (1:1) spielte Lasogga durch, im Rückspiel in Karlsruhe gewann der HSV mit 2:1 nach Verlängerung und blieb erneut in der Bundesliga. Lasogga kam die kompletten 120 Minuten zum Einsatz.
In der folgenden Saison kam er in der Bundesliga zu 30 Einsätzen und acht Toren. Der Hamburger SV belegte zum Saisonende den zehnten Tabellenplatz.
In der Saison 2016/17 wurde er am vorletzten Spieltag in der Arena AufSchalke gegen den FC Schalke 04 in der 85. Minute für Dennis Diekmeier eingewechselt und erzielte in der zweiten Minute der Nachspielzeit das Tor zum 1:1-Endstand, womit dem HSV eine Chance auf den direkten Klassenerhalt blieb. Durch einen Sieg gegen den VfL Wolfsburg im darauffolgenden Spiel hielt der HSV die Klasse.

#### Leeds United
Nachdem Lasogga hinter Bobby Wood zu keinen Einsätzen zu Saisonbeginn gekommen war, wechselte er leihweise am letzten Tag der Transferperiode bis zum Ende der Saison 2017/18 zum englischen Zweitligisten Leeds United. Bei seinem Debüt am 9. September 2017 erzielte er beim 5:0-Sieg gegen Burton Albion zwei Tore. Insgesamt erzielte Lasogga in 31 Ligaspielen zehn Treffer. Nach dem Auslaufen seines Leihvertrags verließ er den Verein zum Saisonende.

#### Rückkehr zum Hamburger SV
Zur Saison 2018/19 kehrte Lasogga zum Hamburger SV zurück, der in seiner Abwesenheit erstmals in die 2. Bundesliga abgestiegen war. Nachdem er unter dem Cheftrainer Christian Titz nicht zum Stammpersonal gezählt hatte, wurde er unter dem neuen Cheftrainer Hannes Wolf meist in der Startelf aufgeboten. Lasogga erzielte in 27 Zweitligaeinsätzen (17 in der Startelf) 13 Tore – unter anderem zwei Treffer beim 4:0-Sieg im Hamburger Stadtderby im Millerntorstadion gegen den FC St. Pauli – und war somit der beste Torschütze seiner Mannschaft. Zudem erzielte er sechs Tore im DFB-Pokal. Der HSV belegte am Saisonende den 4. Platz und verpasste den direkten Wiederaufstieg. Lasogga verließ daraufhin den Verein mit seinem Vertragsende.

#### Wechsel nach Katar
Zur Saison 2019/20 schloss sich Lasogga dem katarischen Erstligisten Al-Arabi aus der Hauptstadt Doha an, bei dem er einen Vertrag bis zum 30. Juni 2022 erhielt. In seiner ersten Saison kam der Stürmer unter dem isländischen Cheftrainer Heimir Hallgrímsson in 20 Ligaspielen (17-mal von Beginn) zum Einsatz und erzielte 7 Tore. Zum Beginn der Saison 2020/21 kam Lasogga am 2. Spieltag zu einer Einwechslung. Anschließend wurde der Stürmer aussortiert, da in der Qatar Stars League nur 5 Ausländer eingesetzt werden dürfen.
Mitte Februar 2021 wechselte Lasogga zum Ligarivalen al-Khor SC, der vom Deutschen Winfried Schäfer trainiert wurde. Er kam bis zum Saisonende auf 5 Ligaeinsätze, in denen er ein Tor erzielte. In der Saison 2021/22 folgten 4 Einsätze und 2 Tore. Anschließend verließ er den Verein, der als Tabellenletzter abgestiegen war, mit seinem Vertragsende.

#### Rückkehr nach Deutschland
Seit seinem Abschied aus Katar war Lasogga seit Juli 2022 vereinslos. Ende März 2023 stieg der 31-Jährige, der wieder in Hamburg lebte, in das Training des VfB Lübeck ein, der zu diesem Zeitpunkt in der Regionalliga Nord spielte und vor dem Aufstieg in der 3. Liga stand. Mit den Lübeckern trainierte Lasogga bis Mitte April.
Zur Saison 2023/24 schloss sich Lasogga in der Regionalliga West der zweiten Mannschaft des FC Schalke 04 an, bei dem er bereits von 1999 bis 2006 in der Jugend gespielt hatte. Unter Jakob Fimpel kam der Stürmer in 13 Regionalligaspielen zum Einsatz und erzielte fünf Tore. In der Saison 2024/25 folgten erneut 13 Einsätze und drei Tore. Nachdem Fimpel für die beiden letzten Zweitligaspieltage Interimstrainer der Profimannschaft geworden war, berief er Lasogga in der Trainingswoche vor dem letzten Spieltag in den Kader. Bei der 1:2-Niederlage gegen die SV Elversberg wurde er im Laufe der zweiten Halbzeit eingewechselt und absolvierte damit nach fast genau sechs Jahren wieder ein Zweitligaspiel. Nach der Saison beendete er seine Karriere im Alter von 33 Jahren.

### Nationalmannschaft
Am 21. März 2011 wurde Lasogga vom U21-Nationaltrainer Rainer Adrion erstmals in den Kader der deutschen U21-Nationalmannschaft berufen. Am 25. März 2011 debütierte er beim 3:1-Sieg gegen die Niederlande und erzielte dabei auch die 1:0-Führung. Lasogga wurde von Adrion in den Kader zur U-21-Fußball-Europameisterschaft 2013 nominiert. In diesem Turnier kam er in zwei Gruppenspielen zum Einsatz. Das zweite Spiel am 12. Juni 2013 gegen Spanien in Netanja sollte sein letzter Einsatz für die deutsche U21-Nationalmannschaft sein. Nach der 0:1-Niederlage gegen die Spanier war die U21-Nationalmannschaft Deutschlands vorzeitig ausgeschieden. Im dritten unbedeutenden Spiel gegen Russland wurde Lasogga wie einige andere Stammspieler nicht eingesetzt. Aufgrund seines Alters war er nach dem Turnier nicht mehr für die U21-Nationalmannschaft Deutschlands spielberechtigt.
Nachdem sich Lasogga beim Hamburger SV als Torjäger entpuppt hatte, berief ihn Bundestrainer Joachim Löw Ende Februar 2014 für das anstehende Freundschaftsspiel gegen Chile für die deutsche A-Nationalmannschaft. Wegen einer Muskelverhärtung, die er sich am Tag zuvor im Training mit der Nationalmannschaft zugezogen hatte, kam Lasogga in diesem Spiel am 5. März 2014 jedoch nicht zum Einsatz. Dies blieb seine einzige Nominierung für die A-Nationalmannschaft.

## Erfolge
- Deutscher Zweitligameister und Aufstieg in die Bundesliga (2): 2011, 2013 (beide Hertha BSC)
- Torschützenkönig der A-Junioren-Bundesliga West: 2010